# 장미색 비강진
장미색 비강진(薔薇色粃糠疹, Pityriasis rosea) 또는 지베르 장미색 비강진(pityriasis rosea Gibert)은 피부 발진의 하나이다. 양성이지만 특정한 경우에 상당한 불편함을 줄 수 있다. 대개 원발반 병터와 함께 시작하며 1~2주 후에 온 몸에 발진이 최대 12주까지 지속되지만 보통은 6~8주 정도 지속된다.

## 병인
장미색 비강진의 병인은 확실하지 않지만, 임상적 표출 및 면역 반응을 통해 병인이 바이러스 감염인지를 확인한다. 태아에 장미진을 일으킬 수 있는 헤르페스 바이러스 6, 7의 재활성화를 병인으로 보는 경우도 있다.

## 치료
이 질병은 가만히 두면 자연스럽게 해결되므로 치료가 필요하지는 않다. 구강 항히스타민제나 국부 스테로이드를 사용하여 가려움을 줄일 수 있다.